# Slowly Veggie
Slowly Veggie – polski dwumiesięcznik kulinarny dla wegetarian i wegan, wydawany od 12 marca 2015 roku do grudnia 2017 przez Burda International Polska. W piśmie znajdowały się przepisy wegetariańskie i wegańskie, reportaże poświęcone wybranym osobom (restauratorzy, blogerzy, kucharze) i kalendarz wydarzeń związanych z wegetarianizmem i weganizmem. Jako ostatni został wydany numer 6/2017/2018 (grudzień/styczeń).